# タイム・フライズ…1994-2009
『タイム・フライズ…1994-2009』 (Time Flies... 1994-2009) は、オアシスの3作目のベスト・アルバム。

## 解説
オアシスとして最後のリリースとなるベスト・アルバム。デビュー以来、イギリスで発表された歴代シングル曲を網羅しているが、海外リリースのシングル曲は一部収録されていない。全26曲収録。日本盤にはボーナス・トラックとして、日本限定発売シングル「Don't Go Away」を、アメリカ盤にはシングル「Champagne Supernova」を加えた全27曲（隠しトラックも含めると全28曲）が収録されている。
収録曲のうち、「Whatever」「Lord Don't Slow Me Down」の2曲はアルバム初収録。
日本では初回生産限定盤と通常盤（CD2枚組）の2形態で発売。初回盤はCD2枚の他に、2009年7月21日にイギリス「ラウンドハウス」にて行われた「iTunes Live: London Festival 09」での、オアシス最後のオフィシャル・ライヴCDと、これまでに発表した歴代ビデオ・クリップ36曲+未発表ライヴ・ビデオ2曲の計38曲（メンバーによるコメンタリー付）を収録したDVD付き。
本国イギリスでは初回盤、通常盤の他に、アナログ盤（5枚組）、初回盤付属のDVDの単体で発売された。さらに、公式サイトにて抽選形式で希望者にはリアムとノエルによるサイン入りジャケットでアルバムが受け付けられた。
日本では初登場2位、イギリスでは初登場1位を獲得した。イギリスでオリジナル・アルバム以外のアルバムで1位を獲得したのは今作が初めてである。

## 収録曲

### Disc 1
1. スーパーソニック - Supersonic
1stシングル。1stアルバム「オアシス」収録
2. ロール・ウィズ・イット - Roll With It
7thシングル。2ndアルバム「モーニング・グローリー」収録
3. リヴ・フォーエヴァー - Live Forever
3rdシングル。1stアルバム「オアシス」収録
4. ワンダーウォール - Wonderwall
8thシングル。2ndアルバム「モーニング・グローリー」収録
5. ストップ・クライング・ユア・ハート・アウト - Stop Crying Your Heart Out
17thシングル。5thアルバム「ヒーザン・ケミストリー」収録
6. シガレッツ・アンド・アルコール - Cigarettes & Alcohol
4thシングル。1stアルバム「オアシス」収録
7. ソングバード - Songbird
19thシングル。5thアルバム「ヒーザン・ケミストリー」収録
8. ドント・ルック・バック・イン・アンガー - Don't Look Back in Anger
9thシングル。2ndアルバム「モーニング・グローリー」収録
9. ヒンドゥ・タイムズ - The Hindu Times
16thシングル。5thアルバム「ヒーザン・ケミストリー」収録
10. スタンド・バイ・ミー - Stand by Me
11thシングル。3rdアルバム「ビィ・ヒア・ナウ」収録
11. ロード・ドント・スロー・ミー・ダウン - Lord Don't Slow Me Down
ダウンロード限定シングル。
12. シェイカーメイカー - Shakermaker
2ndシングル。1stアルバム「オアシス」収録
13. オール・アラウンド・ザ・ワールド - All Around the World
12thシングル。3rdアルバム「ビィ・ヒア・ナウ」収録

### Disc 2
1. サム・マイト・セイ - Some Might Say
6thシングル。2ndアルバム「モーニング・グローリー」収録
2. インポータンス・オヴ・ビーイング・アイドル - The Importance of Being Idle
21stシングル。6thアルバム「ドント・ビリーヴ・ザ・トゥルース」収録
3. ドゥ・ユー・ノウ・ワット・アイ・ミーン? - D'You Know What I Mean?
10thシングル。3rdアルバム「ビィ・ヒア・ナウ」収録
4. ライラ - Lyla
20thシングル。6thアルバム「ドント・ビリーヴ・ザ・トゥルース」収録
5. レット・ゼア・ビー・ラヴ - Let There Be Love
22ndシングル。6thアルバム「ドント・ビリーヴ・ザ・トゥルース」収録
6. ゴー・レット・イット・アウト! - Go Let It Out
13thシングル。4thアルバム「スタンディング・オン・ザ・ショルダー・オブ・ジャイアンツ」収録
7. フー・フィールズ・ラヴ? - Who Feels Love?
14thシングル。4thアルバム「スタンディング・オン・ザ・ショルダー・オブ・ジャイアンツ」収録
8. リトル・バイ・リトル - Little by Little
18thシングル（両A面）。5thアルバム「ヒーザン・ケミストリー」収録
9. ショック・オブ・ザ・ライトニング - The Shock of the Lightning
23rdシングル。7thアルバム「ディグ・アウト・ユア・ソウル」収録
10. シー・イズ・ラヴ - She is Love
18thシングル（両A面）。5thアルバム「ヒーザン・ケミストリー」収録
11. ホワットエヴァー - Whatever
5thシングル。アルバム初収録
12. アイム・アウタ・タイム - I'm Outta Time
24thシングル。7thアルバム「ディグ・アウト・ユア・ソウル」収録
13. フォーリング・ダウン - Falling Down
25thシングル。7thアルバム「ディグ・アウト・ユア・ソウル」収録
14. ドント・ゴー・アウェイ - Don't Go Away (※日本盤ボーナス・トラック)
日本限定販売シングル。3rdアルバム「ビィ・ヒア・ナウ」収録

最終曲の終了約2分後に、ヒドゥン・トラック「サンデー・モーニング・コール - Sunday Morning Call」(15thシングル、4thアルバム「スタンディング・オン・ザ・ショルダー・オブ・ジャイアンツ」収録)が収録されている。
また、アメリカ盤にはボーナス・トラックとして「シャンペン・スーパーノヴァ - Champagne Supernova」（アメリカでのラジオ限定シングル。2ndアルバム「モーニング・グローリー」収録）がDisc 2の1曲目に収録されている。

### Disc 3: DVD
1. Supersonic
2. Supersonic (US Version)
3. Shakermaker
4. Live Forever
5. Live Forever (US Version)
6. Cigarettes & Alcohol
7. Whatever
8. Some Might Say
9. Roll With It
10. Wonderwall
11. Don't Look Back In Anger
12. D'You Know What I Mean?
13. Stand By Me
14. All Around The World
15. Go Let It Out
16. Who Feels Love?
17. Sunday Morning Call
18. The Hindu Times
19. Stop Crying Your Heart Out
20. Little By Little
21. Songbird
22. Lyla
23. The Importance Of Being Idle
24. Let There Be Love
25. Lord Don't Slow Me Down
26. The Shock Of The Lightning
27. I'm Outta Time
28. Falling Down
29. Rock 'N' Roll Star
30. Morning Glory
31. Champagne Supernova
32. Acquiesce (Live)
33. Don't Go Away
34. Where Did It All Go Wrong?
35. Gas Panic! (Live)
36. Little By Little (Live)
37. The Masterplan
38. Acquiesce
39. Half The World Away (iTunes Live: London Festival) +
40. Slide Away (iTunes Live: London Festival) +

+はiTunes Store販売版のみ

### Disc 4: ライヴCD (Live from The Roundhouse, London - 21st July 2009)
1. Fuckin' in the Bushes +
2. Rock 'N' Roll Star
3. Lyla
4. The Shock Of The Lightning
5. Cigarettes & Alcohol
6. Roll With It
7. Waiting for the Rapture +
8. The Masterplan
9. Songbird
10. Slide Away
11. Morning Glory
12. My Big Mouth +
13. Half The World Away
14. I'm Outta Time
15. Wonderwall
16. Supersonic
17. Live Forever
18. Don't Look Back In Anger
19. Champagne Supernova
20. I Am the Walrus +

+はiTunes Store販売版のみ

### アナログ盤
A面
1.Supersonic
2.Roll With It
3.Live Forever
B面
1.Wonderwall
2.Stop Crying Your Heart Out
3.Cigarettes & Alcohol 
C面
1. Songbird
2.Don’t Look Back In Anger
3.The Hindu Times
D面
1.Stand By Me
2.Lord Don’t Slow Me Down
3.Shakermaker
E面
1.All Around The World 
2.Some Might Say
F面
1.The Important Of Being Idle
2.D’You Know What I Mean?
G面
1.Lyla
2.Let There Be Love
3.Go Let It Out
H面
1.Who Feels Love?
2.Little By Little
I面
1.The Shock Of The Lightning
2.She Is Love
3.Whatever
J面
1.I’m Outta Time
2.Falling Down

## チャート
| チャート (2010年)                      | 最高位 |
| -------------------------------------- | ------ |
| オーストラリア (ARIA)                  | 63     |
| オーストリア (Ö3 Austria)              | 22     |
| ベルギー (Ultratop Flanders)           | 11     |
| ベルギー (Ultratop Wallonia)           | 22     |
| デンマーク (Hitlisten)                 | 18     |
| オランダ (MegaCharts)                  | 44     |
| フィンランド (Suomen virallinen lista) | 45     |
| ドイツ (Offizielle Top 100)            | 21     |
| ギリシャ (IFPI)                        | 1      |
| アイルランド (IRMA)                    | 3      |
| イタリア (FIMI)                        | 7      |
| 日本 (オリコン)                        | 2      |
| メキシコ (Top 100 Mexico)              | 48     |
| ニュージーランド (RMNZ)                | 13     |
| ポルトガル (AFP)                       | 15     |
| スコットランド (OCC)                   | 1      |
| 韓国                                   | 3      |
| スペイン (PROMUSICAE)                  | 20     |
| スウェーデン (Sverigetopplistan)       | 44     |
| スイス (Schweizer Hitparade)           | 19     |
| UK アルバムズ (OCC)                    | 1      |
| US Billboard 200                       | 131    |
| US Top Rock Albums (Billboard)         | 40     |

| チャート (2010年)   | 順位 |
| ------------------- | ---- |
| 日本 (オリコン)     | 39   |
| イギリス (OCC)      | 38   |
| チャート (2011年)   | 順位 |
| イギリス (OCC)      | 181  |
| チャート (2012年)   | 順位 |
| イギリス (OCC)      | 152  |
| チャート (2013年)   | 順位 |
| UK Albums (OCC)     | 183  |
| チャート (2015年)   | 順位 |
| イギリス (OCC)      | 94   |
| チャート (2016年)   | 順位 |
| イギリス (OCC)      | 67   |
| チャート (2017年)   | 順位 |
| イギリス (OCC)      | 35   |
| チャート (2018年)   | 順位 |
| イギリス (OCC)      | 35   |
| チャート (2019年)   | 順位 |
| イギリス (OCC)      | 37   |
| チャート (2020年)   | 順位 |
| アイルランド (IRMA) | 43   |
| イギリス (OCC)      | 24   |
| チャート (2021年)   | 順位 |
| アイルランド (IRMA) | 47   |
| イギリス (OCC)      | 23   |
| チャート (2022年)   | 順位 |
| イギリス (OCC)      | 15   |

| チャート (2010–2019年) | 順位 |
| ---------------------- | ---- |
| イギリス (OCC)         | 37   |